# 小中高一貫校
小中高一貫校（しょうちゅうこういっかんこう）とは、既存の小学校・中学校・高等学校を統合し、小中高一貫教育を行っている学校。

## 概要
小中高一貫校には大きく分けて分類方法が二つあり、一つは国立・公立か私立かによるもの、もう一つは完全型か併設型かによるものである。
一つ目の分類方法では、ほとんどの学校が私立にあてはまり、国公立の占める割合は低い。公立の小中高一貫校は、2022年に東京都が東京都立立川国際中等教育学校附属小学校を設置し、東京都立立川国際中等教育学校と連携して小中高一貫教育を開始した。
二つ目の分類方法では、ほとんどの学校が併設型にあてはまり、完全型にあてはまるのは聖心女子学院と田園調布雙葉学園の2校のみである。

## 日本の小中高一貫校の一覧

### 国立学校

#### 東京都
- お茶の水女子大学附属小学校、お茶の水女子大学附属中学校、お茶の水女子大学附属高等学校

#### 広島県
- 広島大学附属小学校、広島大学附属中学校・高等学校

### 公立学校

#### 東京都
- 東京都立立川国際中等教育学校附属小学校[2]、東京都立立川国際中等教育学校[1]、江東区立有明西学園

#### 石川県
- 石川県立金沢錦丘中学校・高等学校（併設型）

#### 大阪府
- 能勢町立能勢ささゆり学園、大阪府立豊中高等学校能勢分校（連携型）[3]

#### 長崎県
- 佐世保市立宇久小学校、佐世保市立宇久中学校、長崎県立宇久高等学校（連携型）[4]
- 小値賀町立小値賀小学校、小値賀町立小値賀中学校、長崎県立北松西高等学校（連携型）[5]
- 五島市立奈留小中学校、長崎県立奈留高等学校（連携型）[6]

### 私立学校

#### 岩手県
- 盛岡白百合学園小学校（募集停止中）、盛岡白百合学園中学校・高等学校

#### 宮城県
- 聖ウルスラ学院英智小学校・中学校・高等学校
- 聖ドミニコ学院小学校、聖ドミニコ学院中学校・高等学校
- 仙台白百合学園小学校、仙台白百合学園中学校・高等学校

#### 福島県
- 会津若松ザベリオ学園小学校・中学校・高等学校
- 桜の聖母学院小学校、桜の聖母学院中学校・高等学校
- いわき秀英小学校・中学校・高等学校

#### 茨城県
- 江戸川学園取手小学校、江戸川学園取手中学校・高等学校
- 開智望小学校・中等教育学校
- 水戸英宏小学校、水戸英宏中学校、水戸葵陵高等学校・水戸啓明高等学校

#### 栃木県
- 作新学院小学部、作新学院中等部、作新学院高等学校

#### 群馬県
- 共愛学園小学校、共愛学園中学校・高等学校
- ぐんま国際アカデミー初等部・中等部・高等部

#### 埼玉県
- 青山学院大学系属浦和ルーテル学院小学校・中学校・高等学校
- 開智小学校・中学校・高等学校
- 開智所沢小学校・中等教育学校
- さとえ学園小学校、埼玉栄中学校・高等学校 栄東中学・高等学校
- 西武学園文理小学校、西武学園文理中学校・高等学校
- 星野学園小学校、星野学園中学校・星野高等学校

#### 千葉県
- 暁星国際流山小学校 暁星国際小学校・中学校・高等学校
- 国府台女子学院小学部・中学部・高等部
- 昭和学院小学校、昭和学院中学校・高等学校 昭和学院秀英中学校・高等学校
- 千葉日本大学第一小学校、千葉日本大学第一中学校・高等学校
- 成田高等学校付属小学校、成田高等学校・付属中学校
- 日出学園小学校、日出学園中学校・高等学校

#### 東京都
- 青山学院初等部、青山学院中等部・高等部
- 学習院初等科、学習院中等科・高等科 学習院女子中等科・高等科
- 川村小学校、川村中学校・高等学校
- 暁星小学校、暁星中学校・高等学校
- 国立音楽大学附属小学校、国立音楽大学附属中学校・高等学校
- 国本小学校、国本女子中学校・高等学校
- 慶應義塾幼稚舎、慶應義塾中等部、慶應義塾女子高等学校 慶應義塾高等学校（神奈川）
- 啓明学園初等学校、啓明学園中学校・高等学校
- 光塩女子学院初等科、光塩女子学院中等科・高等科
- 晃華学園小学校、晃華学園中学校・高等学校
- 品川翔英小学校、品川翔英中学校・高等学校
- 自由学園初等科・中等科・高等科
- 淑徳小学校、淑徳中学校・高等学校
- 聖徳学園小学校、聖徳学園中学校・高等学校
- 昭和女子大学附属昭和小学校、昭和女子大学附属昭和中学校・高等学校
- 白百合学園小学校、白百合学園中学校・高等学校
- 菅生学園初等学校、東海大学菅生高等学校・中等部
- 聖学院小学校、聖学院中学校・高等学校 女子聖学院中学校・高等学校
- 成蹊小学校、成蹊中学校・高等学校
- 成城学園初等学校、成城学園中学校・高等学校
- 聖心女子学院初等科・中等科・高等科
- 聖ドミニコ学園小学校、聖ドミニコ学園中学校・高等学校
- 星美学園小学校、星美学園中学校・高等学校
- 玉川学園小学部、玉川学園中学部・高等部
- 帝京大学小学校、帝京大学中学校・高等学校
- 田園調布雙葉小学校、田園調布雙葉中学校・高等学校
- 東京女学館小学校、東京女学館中学校・高等学校
- 東京創価小学校、創価中学校・高等学校
- 東京都市大学付属小学校、東京都市大学付属中学校・高等学校 東京都市大学等々力中学校・高等学校
- 東京農業大学稲花小学校、東京農業大学第一高等学校・中等部
- 東星学園小学校、東星学園中学校・高等学校
- 桐朋小学校 桐朋学園小学校、桐朋中学校・高等学校 桐朋女子中学校・高等学校
- 東洋英和女学院小学部、東洋英和女学院中学部・高等部
- トキワ松学園小学校、トキワ松学園中学校・高等学校
- 新渡戸文化小学校、新渡戸文化中学校・高等学校
- 雙葉小学校、雙葉中学校・高等学校
- かえつ有明中学高等学校
- 文教大学付属小学校、文教大学付属中学校・高等学校
- 宝仙学園小学校、宝仙学園中学校・高等学校
- 明星学園小学校、明星学園中学校・高等学校
- 明星小学校、明星中学校・高等学校
- 目黒星美学園小学校、目黒星美学園中学校・高等学校
- 立教小学校、立教池袋中学校・高等学校
- 立教女学院小学校、立教女学院中学校・高等学校
- 和光小学校 和光鶴川小学校、和光中学校・高等学校
- 早稲田実業学校初等部、早稲田実業学校中等部・高等部

#### 神奈川県
- 青山学院横浜英和小学校、青山学院横浜英和中学校・高等学校
- 大西学園小学校、大西学園中学校・高等学校
- 鎌倉女子大学初等部、鎌倉女子大学中等部・高等部
- カリタス小学校、カリタス女子中学校・高等学校
- 関東学院小学校、関東学院中学校・高等学校
- 関東学院六浦小学校、関東学院六浦中学校・高等学校
- 函嶺白百合学園小学校（募集停止中）、函嶺白百合学園中学校・高等学校
- 慶應義塾幼稚舎（東京）、慶應義塾普通部、慶應義塾高等学校
- 慶應義塾横浜初等部、慶應義塾湘南藤沢中等部・高等部
- 相模女子大学小学部、相模女子大学中学部・高等部
- シュタイナー学園初等部・中等部・高等部
- 湘南学園小学校、湘南学園中学校・高等学校
- 湘南白百合学園小学校、湘南白百合学園中学校・高等学校
- 聖セシリア小学校、聖セシリア女子中学校・高等学校
- 聖ヨゼフ学園小学校、聖ヨゼフ学園中学校・高等学校
- 清泉小学校、清泉女学院中学校・高等学校
- 洗足学園小学校、洗足学園中学校・高等学校
- 捜真小学校、捜真女学校中学部・高等学部
- 桐蔭学園小学部、桐蔭学園中学校・高等学校
- 桐光学園小学校、桐光学園中学校・高等学校
- 日本女子大学附属豊明小学校（東京）、日本女子大学附属中学校・高等学校
- 日本大学藤沢小学校、日本大学藤沢中学校・高等学校
- 平和学園小学校、アレセイア湘南中学校・高等学校
- 森村学園初等部、森村学園中等部・高等部
- 横須賀学院小学校、横須賀学院中学校・高等学校
- 横浜雙葉小学校、横浜雙葉中学校・高等学校

#### 富山県
- 片山学園初等科、片山学園中学校・高等学校

#### 石川県
- 北陸学院小学校、北陸学院中学校・高等学校
- 星稜小学校（開校準備中）、星稜中学校・高等学校
- 金沢龍谷高等学校・中等部、金沢龍谷初等部（開校準備中）
- 金沢学院大学附属中学校・高等学校、金沢学院大学附属小学校（開校準備中）

#### 山梨県
- 山梨学院小学校、山梨学院中学校・高等学校

#### 長野県
- 長野日本大学小学校、長野日本大学中学校・高等学校

#### 岐阜県
- 岐阜聖徳学園大学附属小学校、岐阜聖徳学園大学附属中学校、岐阜聖徳学園大学附属高等学校
- 帝京大学可児小学校、帝京大学可児中学校・高等学校

#### 静岡県
- 加藤学園暁秀初等学校、加藤学園暁秀中学校・高等学校
- 静岡サレジオ幼稚園・小学校・中学校・高等学校
- 聖隷クリストファー小学校、聖隷クリストファー中学校・高等学校
- 東海大学付属静岡翔洋小学校、東海大学付属静岡翔洋高等学校・中等部
- 常葉大学附属橘小学校、常葉大学附属橘中学校・高等学校

#### 愛知県
- 椙山女学園大学附属小学校、椙山女学園中学校・高等学校
- 南山大学附属小学校、南山中学校・高等学校男子部 南山中学校・高等学校女子部

#### 三重県
- 暁小学校、暁中学校・高等学校
- 津田学園小学校、津田学園中学校・高等学校

#### 滋賀県
- 近江兄弟社小学校（募集停止中）、近江兄弟社中学校・高等学校

#### 京都府
- 一燈園小学校、一燈園中学校・高等学校
- 京都女子大学附属小学校、京都女子中学校・高等学校
- 京都文教短期大学付属小学校、京都文教中学校・高等学校
- 京都聖母学院小学校、京都聖母学院中学校・高等学校
- 光華小学校、京都光華中学校・高等学校
- 同志社小学校、同志社中学校・高等学校 同志社女子中学校・高等学校 同志社国際中学校・高等学校
- ノートルダム学院小学校、ノートルダム女学院中学校・高等学校
- 洛南高等学校附属小学校、洛南高等学校・附属中学校
- 立命館小学校、立命館中学校・高等学校

#### 大阪府
- アサンプション国際小学校・中学校・高等学校
- 大阪信愛学院小学校・中学校・高等学校
- 追手門学院小学校、追手門学院中学校・高等学校
- 関西創価小学校、関西創価中学校・高等学校
- 関西大学初等部・中等部・高等部
- 近畿大学附属小学校（奈良）、近畿大学附属中学校・高等学校
- 建国小学校・中学校・高等学校
- 賢明学院小学校・中学校・高等学校
- 香里ヌヴェール学院小学校、香里ヌヴェール学院中学校・高等学校
- 大阪金剛インターナショナル小学校・中学校・高等学校
- 四條畷学園小学校・中学校・高等学校
- 四天王寺小学校、四天王寺中学校・高等学校
- 城星学園小学校、城星学園中学校・高等学校
- 城南学園小学校、城南学園中学校・高等学校
- 帝塚山学院小学校、帝塚山学院中学校・高等学校
- 同志社小学校（京都）、同志社香里中学校・高等学校
- 利晶学園小学校、初芝富田林中学校・高等学校 利晶学園大阪立命館中学校・高等学校
- PL学園小学校、PL学園中学校・高等学校
- 箕面自由学園小学校、箕面自由学園中学校・高等学校

#### 兵庫県
- 愛徳学園小学校、愛徳学園中学校・高等学校
- 小林聖心女子学院小学校、小林聖心女子学院中学校・高等学校
- 関西学院初等部、関西学院中学部・高等部
- 甲子園学院小学校、甲子園学院中学校・高等学校
- 甲南小学校、甲南中学校・高等学校 甲南女子中学校・高等学校
- 神戸海星女子学院小学校、神戸海星女子学院中学校・高等学校
- 仁川学院小学校、仁川学院中学校・高等学校
- 雲雀丘学園小学校、雲雀丘学園中学校・高等学校
- 百合学院小学校、百合学院中学校・高等学校

#### 奈良県
- 智辯学園奈良カレッジ小学部、智辯学園奈良カレッジ中学部・高等部
- 帝塚山小学校、帝塚山中学校・高等学校
- 天理小学校、天理中学校・高等学校
- 奈良育英小学校、奈良育英中学校・高等学校
- 奈良学園登美ヶ丘小学校、奈良学園登美ヶ丘中学校・高等学校

#### 和歌山県
- 智辯学園和歌山小学校・中学校・高等学校
- はつしば学園小学校（大阪）、初芝橋本中学校・高等学校

#### 岡山県
- 朝日塾小学校、朝日塾中等教育学校
- 就実小学校、就実中学校・高等学校
- ノートルダム清心女子大学附属小学校、清心中学校・清心女子高等学校

#### 広島県
- 英数学館小学校・中学校・高等学校
- ぎんがの郷小学校、銀河学院中・高等学校
- なぎさ公園小学校、広島なぎさ中学校・高等学校
- 広島三育学院小学校、広島三育学院中学校・高等学校
- 福山暁の星小学校、福山暁の星女子中学校・高等学校
- 安田小学校、安田女子中学校・高等学校

#### 山口県
- 萩光塩学院小学校、萩光塩学院中学校・高等学校

#### 徳島県
- 生光学園小学校、生光学園中学校・高等学校
- 徳島文理小学校、徳島文理中学校・高等学校

#### 高知県
- 高知小学校、高知中学校・高等学校

#### 福岡県
- 敬愛小学校、敬愛中学校・高等学校
- 西南学院小学校、西南学院中学校・高等学校
- 福岡雙葉小学校、福岡雙葉中学校・高等学校
- 明治学園小学校・中学校・高等学校
- リンデンホールスクール小学部、リンデンホールスクール中高学部

#### 長崎県
- 精道三川台小学校・中学校・高等学校

#### 宮崎県
- 尚学館小学校、尚学館中学校・延岡学園高等学校

#### 鹿児島県
- 池田小学校、池田中学校・高等学校
- 神村学園初等部・中等部・高等部

#### 沖縄県
- 沖縄カトリック小学校、沖縄カトリック中学校・高等学校